# Gottlieb August Wimmer

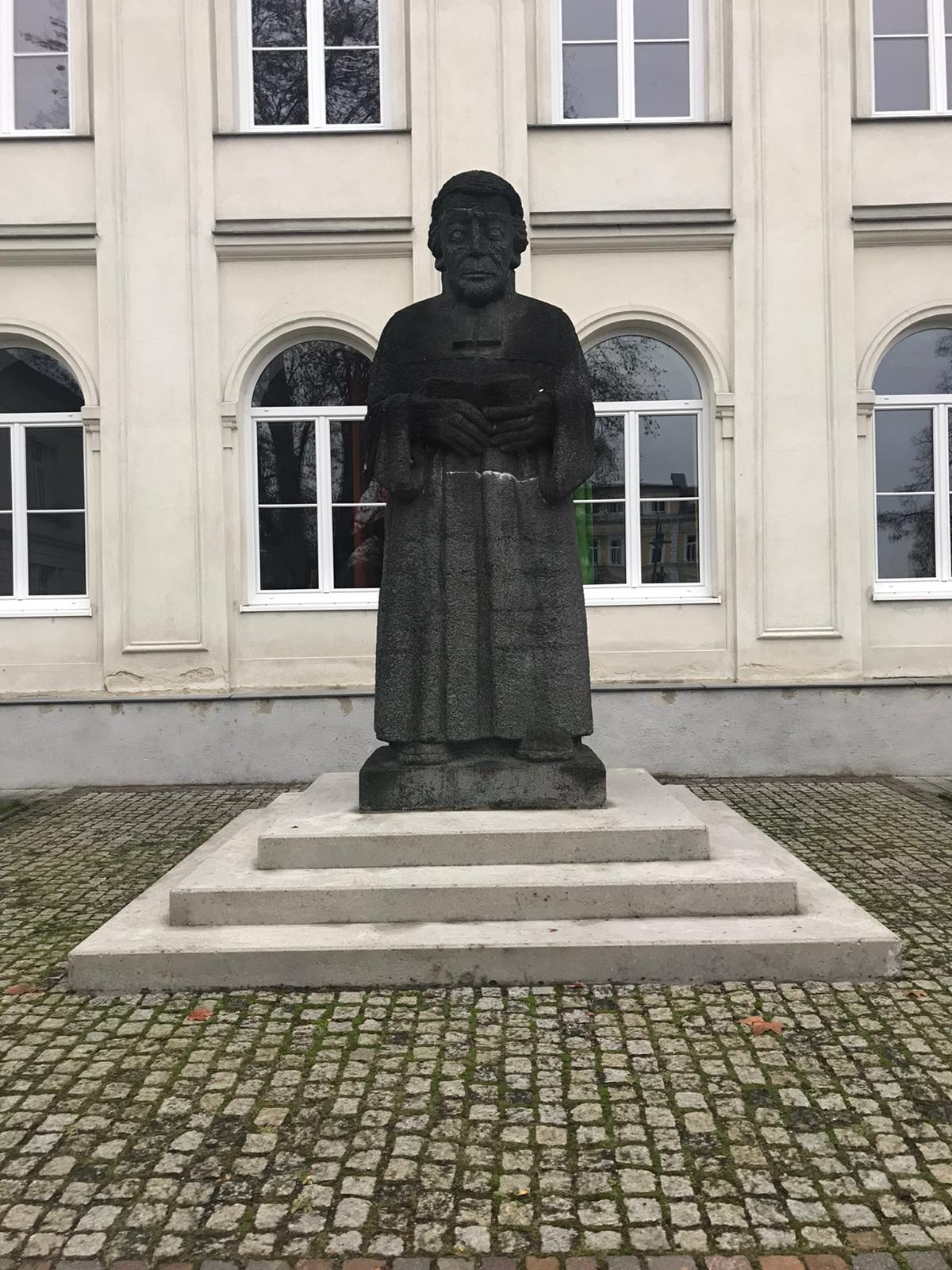
Denkmal für Gottlieb August Wimmer in Oberschützen, gestaltet 1958 vom Bildhauer Sepp Wehovz

Albrecht Daniel Gottlieb August Wimmer (* 20. August 1791 in Wien; † 12. Mai 1863 ebenda) war ein revolutionärer österreichischer protestantischer Pfarrer in Oberschützen (Burgenland), später in Bremen.

## Leben
Albrecht Daniel Gottlieb August Wimmer wurde 1791 als Sohn von Matthias Wimmer aus Regensburg und Maria Magdalena Roth geboren. Vom Vater ist nichts weiter bekannt, die Mutter starb 1800. Gottlieb besuchte damals die evangelische Schule in Wien, wo sich Pfarrer Johann Wächter seiner annahm. Später besuchte Wimmer Schulen in Schemnitz, Osgyan und Eperies, Neusohl (Banska Bistrica) und in Ödenburg. Nach Abschluss des Studiums wurde er 1814 Deutschlehrer in Gyönk (Komitat Tolna) und Erzieher in der Familie Stephan von Szontagh in Oberungarn.
Ab 1816 studierte er Theologie an der Universität Jena. Er wurde 1818 durch Johann von Kis ordiniert, zunächst Kaplan und ab Dezember 1818 Pfarrer in Oberschützen. 1819 heiratete Wimmer Magdalena Barbara Schmidt. 1823 begann er mit seiner literarischen Tätigkeit. 1833 verließ Wimmer Oberschützen und wurde Pfarrer in Modern bei Preßburg. Wimmer nahm zu jener Zeit Verbindung mit der Herrnhuter Brüdergemeine auf. 1835 kehrte er nach Oberschützen zurück.
1836 begann er mit der Bibelverbreitung in Ungarn und auf dem Balkan in Verbindung mit der Britischen Bibelgesellschaft. Weiters nahm er Anteil an der Ausweisung der Zillertaler Protestanten 1837, worauf Kontakte mit Gräfin Friederike von Reden folgten.
Infolge des Kontaktes mit dem schwäbischen Pietismus 1838 unternahm er zahlreiche Reisen.
1844 wurde Wimmer im Haus der Gräfin Friederike von Reden König Friedrich Wilhelm IV. von Preußen vorgestellt, zu dem er weiter Kontakte gehalten hat.
1845 erfolgte die Eröffnung des „Armenlehrerseminars“ in Oberschützen, woran Wimmer maßgeblich beteiligt war.
1846 reiste er mit Karl Großmann von der Gustav Adolf-Stiftung durch Ungarn. Außerdem wurde die Errichtung eines theologischen Seminars geplant.
1848 beteiligte sich Wimmer an den politischen Ereignissen in Ungarn. Von Juni bis Juli entfaltete er eine politische Tätigkeit in London. Im September übersetzte er den Freiheitsaufruf Kossuths ins Deutsche. Am 27. Dezember 1848 floh Wimmer aus Oberschützen, weil ihm die Verhaftung drohte. Per 1. August 1849 wurde ihm verboten, sich in Berlin „Abgesandter der ungarischen Regierung“ zu nennen.
Am 15. Dezember 1849 schiffte er sich in London zur Überfahrt nach Amerika ein, wo er predigte und Vorträge hielt, die letzten am 4. August 1850. Dann begann seine Tätigkeit in Bremen als Führer der dortigen „bibelgläubigen Partei“.
Wimmer starb 1863 in Wien nach längerer Krankheit und wurde auf dem evangelischen Friedhof Matzleinsdorf beerdigt. Im Jahr 1875 wurde in Wien-Margareten (5. Bezirk) die Wimmergasse nach ihm benannt. 1958 wurde ein vom Bildhauer Sepp Wehovz geschaffenes Denkmal in Oberschützen errichtet.

## Werk

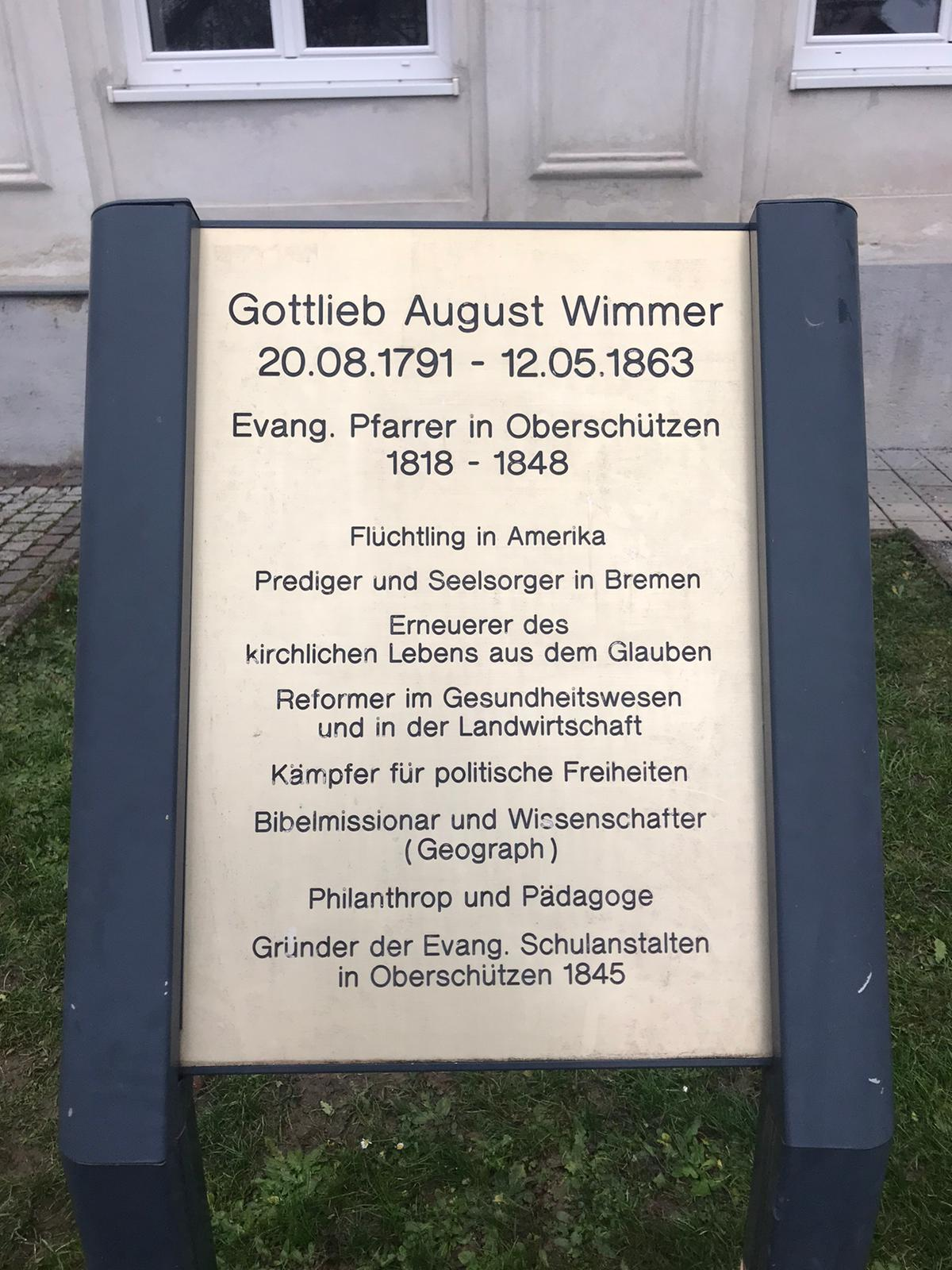
Informationstafel zu Gottlieb August Wimmer in Oberschützen

Wimmer wirkte 30 Jahre lang (1818–1848) als evangelischer Pfarrer im heute südburgenländischen Oberschützen und prägte den Ort nachhaltig. Obwohl er die Habsburgermonarchie wegen seiner Beteiligung an der ungarischen Revolution verlassen musste, sind seine Spuren bis in die Gegenwart deutlich zu erkennen.
Er beabsichtigte sowohl die Vertiefung des geistlichen Lebens wie die Verbesserung und den Ausbau des Schulwesens, der hygienischen Bedingungen und der Landwirtschaft. Er war der Initiator vieler positiver Entwicklungen, von denen viele auch nach seinem Tod weiterwirkten. So führte er beispielsweise den Obstbau ein. Zu seinen weiteren Verdiensten zählt der Freikauf aus der Grundherrschaft Bernstein (1840). 1845 gründete er die Evangelische Lehrerbildungsanstalt und 1846 das angeschlossene Evangelische Gymnasium Oberschützen.
Die höhere Bildung in Westungarn wurde durch Wimmers Schulgründungen in besonderem Maße gefördert. So ist es kein Zufall, dass 1921, als das Burgenland zu Österreich kam, die Oberschützer Schulanstalten die einzigen zur Matura führenden Bildungsstätten des jüngsten Bundeslandes waren.
Ihm und den hier ausgebildeten Lehrern ist es zu verdanken, dass Oberschützen mit der Zeit eine zentrale Rolle für den westungarischen bzw. burgenländischen Protestantismus spielte.

## Würdigung
Das Gymnasium in Oberschützen trägt seit 2014 seinen Namen als Wimmer Gymnasium.